# Добрянки (Кадыйский район)
Добрянки — деревня в Кадыйском районе Костромской области.
Входит в состав Чернышевского сельского поселения (до 2008 года входила в состав Лубянского сельскогое поселения).

## История
Некогда в деревне располагались 40 домовых хозяйств, имелись начальная школа, магазин.
Имеется 2 колодца.
Жители деревни трудились на полях колхоза "Трудовик".

## Транспортное сообщение
В 1987 году проведена асфальтированная автодорога Столпино-Кадый, которая прошла западнее деревни по её окраинам. Автобусный маршрут Завражье-Кадый, рейсы дважды в сутки - по утрам и вечером. Действовавшая водная линия Новый Березовец-Юрьевец (ближайший причальный пункт в дер.Хороброво) по Нёмде и Горьковскому водохранилищу прекратила существование из-за низкой рентабельности.
Расстояние до районного центра пгт. Кадый по автодороге — 33 км, до центра муниципального образования - села Чернышёво — 3,3 км. Ближайшие населённые пункты — Лубяны, Неверовка, Хороброво, Лагодки, Хохлянки, Меленки, Чернышёво.

## Население
| 2008 | 2010 | 2014 |
| ---- | ---- | ---- |
| 1    | ↗5   | ↘2   |